# Codeweek
De Codeweek (ook gestileerd als CodeWeek) is een in 2013 gestart initiatief van de Europese Unie met als doelstelling de basiskennis van programmeren bij kinderen en jongeren te vergroten.  

## Evenementen
Gedurende twee weken in oktober worden er in verschillende Europese landen  van evenementen georganiseerd. Deze evenementen vinden plaats op scholen, universiteiten, bibliotheken en bij bedrijven. De evenementen zijn kosteloos en zonder voorkennis te bezoeken. Doel van de evenementen is het versterken van bewustzijn over programmeren en digitale geletterdheid. 

## CodeWeek School
Begin 2021 werd een Codeweek schoollabel gelanceerd. In het eerste jaar waren ds. Pierson college en Kon. Visio de eerste twee scholen die dit label kregen. Het label stelt een aantal eisen op het gebied van computational thinking gebruik in de lessen. 

## Geschiedenis
Codeweek werd in 2013 gelanceerd door Neelie Kroes – destijds vicepresident van de Europese Commissie – als onderdeel van een bredere Europese digitale agenda. Met de toename van het aantal apparaten dat draait op software is er een groeiende behoefte aan programmeurs, en met het initiatief wil de organisatie kinderen al op jonge leeftijd kennis laten maken met computertaal.
Codeweek is een week waarin in heel Europa op diverse scholen, bibliotheken en andere locaties kosteloze evenementen georganiseerd worden om meer kinderen en jongeren de basis bij te brengen van programmeren. In 2022 deden tachtig Europese landen mee.